# Сеньків Іван
Іва́н Се́ньків (* 7 жовтня 1913, Побережжя, тепер Тисменицький район — † 1 листопада 1993, Гамм, Німеччина) — український етнограф, дослідник Гуцульщини.

## Життєпис
Закінчив Станіславівську гімназію, навчався у Варшавському університеті — вивчав етнографію, історію України та славістику.
Під час навчання влітку їздив на Гуцульщину з дослідницькою метою.
1939 року продовжив студіювання в Берліні, згодом отримав диплом доктора філософії. Працював науковим співробітником в Державному етнологічному музеї.
Після закінчення Другої світової війни залишається у Німеччині, працював перекладачем, згодом науковим працівником в бібліотеці.
У часі здобуття Україною незалежності в 1992 року відвідав рідну землю.
Його перу належить 32 праці англійською, німецькою, польською та українською мовами, серед них:
- «Гуцульська ґражда»,
- «Пастуше життя гуцулів»,
- «Антологія Гуцульщини» в трьох томах,
- Hirtenkultur der Huzulen: eine volkkundliche Studie. — Magburg: J.G.Gerder, 1981 — «Скотарська культура гуцулів: народознавча студія».

1995 року вийшла монографія «Гуцульська спадщина. Праці з життя і творчості гуцулів» — ґрунтовне історико-краєзнавче видання енциклопедично-довідкового характеру.